# Pina (Fluss)
Die Pina (belarussisch Піна) ist ein Fluss in Rajonen Iwanawa und Pinsk in Belarus. Die Länge des Flusses beträgt 40 Kilometer. Der Fluss geht in der Nähe des Dorfes Perarub im Rajon Iwanawa in den Dnepr-Bug-Kanal über und mündet in der Stadt Pinsk als linker Zufluss in den Pripjat. Das durchschnittliche Gefälle der Pina beträgt 0,1 ‰.
Die größten Zuflüsse sind Struha und Njaslucha.